# Homesick (Dua Lipa)
Homesick è un brano musicale della cantante britannica Dua Lipa, dodicesima traccia del primo album in studio Dua Lipa, pubblicato il 2 giugno 2017.

## Descrizione
Scritto e composto dalla stessa cantante in collaborazione con Chris Martin, frontman dei Coldplay, prodotto da Bill Rahko e registrato nei primi mesi del 2017 durante un viaggio a Malibù, Homesick è stata aggiunta all'ultimo minuto alla tracklist dell primo album in studio di Dua Lipa, che lo definisce la migliore canzone del disco. Contiene un campionamento di Everglow, un singolo dei Coldplay. La cantante ha resa nota la collaborazione con Chris Martin l'8 maggio 2017 durante un concerto a Singapore.

## Accoglienza
Il brano è stato recensito positivamente dai critici musicali, in particolare per la base strumentale e il testo. Neil Z. Yeung di AllMusic ha affermato che Homesick "rivela la vulnerabilità e la morbidezza di Dua Lipa" e ha sottolineato le somiglianze con Everglow dei Coldplay, canzone campionata per la produzione di Homesick.

## Formazione
- Dua Lipa – voce
- Chris Martin – coro, pianoforte
- John Davis – mastering
- DJ Swivel – missaggio
- Alekes Von Korff – assistenza all'ingegneria del suono
- Bill Rahko – produzione

## Successo commerciale
Seppure mai pubblicata come singolo, alla fine del 2017 Homesick ha iniziato ad accumulare vendite, stream e passaggi radiofonici in Belgio e nei Paesi Bassi, tanto da scalare le classifiche musicali di questi due Paesi. In Belgio il brano è stato certificato disco d'oro per aver venduto più di 15.000 unità a livello nazionale.

## Classifiche

### Classifiche settimanali
| Classifica (2018) | Posizione massima |
| ----------------- | ----------------- |
| Belgio (Fiandre)  | 12                |
| Paesi Bassi       | 14                |

### Classifiche di fine anno
| Classifica (2018) | Posizione |
| ----------------- | --------- |
| Belgio (Fiandre)  | 47        |